# 汪秀丽
汪秀丽（1953年—），河北涞水人，汉族，中华人民共和国政治人物、第十一届全国人民代表大会河北地区代表。
毕业于河北师范学院政教系政治教育专业，并加入中共，担任张家口市职业教育中心校长。2008年起担任全国人大代表。